# 武田真治
武田 真治（たけだ しんじ、1972年〈昭和47年〉12月18日 - ）は、日本の俳優、タレント、サクソフォーン奏者。ホリプロ所属。愛称は「シンディ」。北海道札幌市出身。妻は静まなみ。

## 略歴

### 生い立ち
北海道札幌市北区篠路出身。父親は旭川市出身で、北海道の民間放送局に勤務していた。北海道札幌北陵高等学校から都立高校に転校して卒業。
チェッカーズのファンであった姉と一緒に音楽番組を見ていた際に、サックスを吹く藤井尚之の姿に強く惹かれて憧れを抱いたことからサックスを始める。中学時代から熱心に練習を重ね、サックス奏者になることを夢見ていた。
1989年、高校在学時にサックス奏者としてのデビューの足掛かりになると考えてジュノン・スーパーボーイ・コンテストに応募し、グランプリを受賞。中性的な美貌を売りに、いしだ壱成とともに「フェミ男」と呼ばれ、アイドル的存在となる。

### 俳優として
1990年にドラマ『なかよし』で俳優デビューし、1992年には映画『七人のおたく』にて映画初出演。同年10月から放送された木曜深夜ドラマ『NIGHT HEAD』（フジテレビ）に出演し、超能力をもつ兄弟である霧原直人・直也の運命を描いた同作で、弟の直也を演じた。同作は、カルト的な人気を得て、1994年には劇場版も公開された。
1995年に蜷川幸雄演出の舞台『身毒丸』で主演し、初演時に高い評価を得る。好評を受けてロンドン公演がのちに決まっていたが降板。降板理由について「（身毒丸という業の深い役を60日間演じ続けたことで）舞台の上では生きられても、広く社会の上では生きられる精神状態ではなくなっちゃった」と話した。
1997年から2001年にかけて放送されたスペシャルドラマ『君の手がささやいている』（テレビ朝日）にて、5年連続で主演を務める。
1999年に大島渚の最後の映画作品『御法度』にて沖田総司を演じる。男衆に狂う新撰組の中で唯一流されることなく、近所に住む子供達と川で遊ぶなど関わりを持たず、自らの寿命も悟っているそぶりを見せるも飄々とした役柄であり、出演時間は短いものの、重要な人物として描かれた。同作で第42回ブルーリボン賞助演男優賞を受賞。
2006年5月3日に初日を迎えた『エリザベート』（トート役）で初のミュージカルに挑戦。2007年1月より自身2作目のミュージカル『スウィーニー・トッド』にトバイアス役で出演。また主演映画『LOVE DEATH』ではアクションシーンに挑戦し鍛え上げた肉体美を披露した。
2011年にパンクオペラ『時計じかけのオレンジ』に出演し、7役を演じ分けた。またNHK大河ドラマ『江〜姫たちの戦国〜』で大河ドラマに初出演した。
2021年1月4日に新型コロナウイルスへの感染を公表し、14日に仕事復帰。17日にはインフルエンザへの感染を公表し、出演予定であったミュージカル『パレード』を休演。23日に『パレード』に復帰した。同年2月より放送されたNHK大河ドラマ『青天を衝け』に江戸幕府の勘定奉行小栗忠順役で出演し、自身2度目の大河出演。10月7日よりミュージカル『オリバー!』フェイギン役で市村正親とW主演。

### サクソフォーン奏者として
1995年4月にシングル『Blow up』でミュージシャンデビュー。2000年から2001年まで忌野清志郎率いるバンド「RUFFY TUFFY（ラフィータフィー）」のツアーに参加。メンバーと自転車で東京 - 鹿児島間（1,422km）を10日間かけて走り、共に終着地である鹿児島の温泉に入った。2002年には中村達也率いるLOSALIOSに参加。
2018年12月31日に生放送された『NHK紅白歌合戦』（NHK総合）に紅組で出演し、紅白の舞台で初めてサックス演奏を披露。天童よしみが歌うステージ上で、赤いタンクトップ＆短パン姿で腕立て伏せなどの筋トレをしながら演奏し話題を呼んだ。2019年の『NHK紅白歌合戦』にも2年連続で出演し、白組 五木ひろしのステージに登場した。
2019年4月1日からニュース番組『ニュースきょう一日』（NHK総合）のテーマ曲でサックス演奏を担当。2020年9月9日には芸能生活30周年記念アルバム『BREATH OF LIFE』をリリース。ソロとしては24年ぶりのアルバム発売となった。

### テレビタレントとして
1993年より『殿様のフェロモン』、『めちゃ×2モテたいッ!』（いずれも『めちゃ2イケてるッ!』〈フジテレビ〉の前身番組）などのバラエティ番組にも出演し、ジュノンボーイのバラエティ進出の先駆となった。チェッカーズが『とんねるずのみなさんのおかげです』（フジテレビ）のコントに出演していたことに影響され、バラエティへの出演を決めた。1996年より『めちゃ2イケてるッ!』に「めちゃイケメンバー」の1人としてレギュラー出演。
25歳のころに顎関節症を患い、その際に医師から身体全体の筋肉をつけるように勧められてトレーニングを始める。週に2回、15km75分を目標にジョギングし、ベンチプレスも週に3日は家で行うようになる。2003年4月より『新・トップランナー』（NHK）にて司会を務める。
2009年のお台場合衆国でジャスコブランドの広告塔を担うため、かつてグランプリとなったジュノンボーイをもじった「JUSCOボーイ」にイオンリテールの村井正平より任命された。2013年にDJドラゴン、ザ・フラットヘッド代表の小林昌良とのコラボでファッションブランド「HARD BIRD」を立ち上げる。2014年8月に初のエッセイ『優雅な肉体が最高の復讐である。』を幻冬舎より出版。美しい肉体を捉えた写真と共に、率直な語り口で自身の経験を踏まえた独自のトレーニング観を紹介した。
2018年8月に放送された『みんなで筋肉体操』（NHK総合）に出演。2020年6月25日にYouTubeチャンネルを開設。2021年10月14日に2冊目のエッセイ『上には上がいる。中には自分しかいない。』を幻冬舎より出版。
2022年8月21日、バラエティ番組『新しいカギ』（フジテレビ系）の収録中に右足かかとを骨折したことが発表される。プールに浮かべた山型フロートから飛び降りた際にプールの底に右足かかとを打ちつけたもので、全治まで2か月 - 3か月かかると診断された。
2025年3月27日に放送された『プレバト!!』（毎日放送）のガラスアートで一発特待生に昇格した。

## 人物
年末年始になるべく実家に帰るようにしており、帰省時には近くの山でスキーやスノーモービルを楽しんでいる。
『めちゃ×2イケてるッ!』の出演者でグループLINEに参加して連絡を取り合ったりしている。なお、極楽とんぼの山本圭壱のみグループLINEに参加していない。加藤浩次からは「筋肉太郎」と呼ばれている。

## 私生活
2020年7月1日に歯科衛生士でモデルの静まなみと結婚。2023年6月21日に静との間に第1子女児が誕生したことを報告。

## 作品
※すべてサックスプレイヤーとしての作品

### シングル
1. Blow up（1995年4月21日）
2. 恋をしようよ（1995年12月6日）
3. SPEED（1996年6月5日）
4. Bitter Sweet Party（1996年11月26日）
5. ALL IS FINE（2011年10月5日、「DAISHI DANCE×SHINJI TAKEDA」名義）
6. Fight for Love（2019年6月24日）※配信限定シングル
7. FUWA! FUWA! NEXT STAGE（2022年8月9日、武田真治とコアラモード.名義）※配信限定シングル
8. 恋は冬の精（2022年12月20日、武田真治とコアラモード.名義）※配信限定シングル
9. ファイターズ・ソングス（2023年3月30日、武田真治&ファイターズガール名義）※配信限定シングル
  1. YMCA feat.アイクぬわら
  2. ジンギスカン
  3. 鮭鮭鮭（あゆみくりかまきのカバー）
10. コノナツトコナツココナッツ（2023年7月11日、武田真治とコアラモード.名義）※配信限定シングル

### アルバム
1. S（1995年6月21日）
2. OK!（1996年7月3日）
3. BREATH OF LIFE（2020年9月9日）

### 映像作品
1. S Films（1995年7月21日）
2. FIRST TOUR 〜Here We Go!（1995年11月17日）
3. No Good!（1996年8月5日）
4. OK! TOURS '96 〜at AKASAKA BLITZ（1996年11月7日）
5. Virtual Trip 香港車走夜景 music by 武田真治（1999年11月17日）

## 出演
太字はメインキャラクター。

### 舞台
- 朗読劇 ラヴ・レターズ（1993年12月、PARCO劇場）
- 身毒丸（1995年12月、蜷川幸雄演出） - 主演・身毒丸 役
- 朗読劇 ミッシング・ピース〜あらかじめ失われた恋人たちよ〜（2001年2月）
- 夜叉ヶ池（2004年10月 - 11月、パルコ劇場） - 主演・萩原晃 役
- 電車男（2005年8月 - 9月、新宿パークタワーホール ほか） - 主演・電車男 役
- ロックンロール（2010年8月、世田谷パブリックシアター） - ヤン 役
- 時計じかけのオレンジ（2011年1月 - 2月、TBS赤坂ACTシアター ほか） - アレクサンダー 役
- アマデウス（2011年11月、ル テアトル銀座） - モーツァルト 役

#### ミュージカル
- エリザベート（2006年5月／2008年8月 - 2009年1月、小池修一郎演出） - トート 役（山口祐一郎とWキャスト）
- スウィーニー・トッド（2007年1月 - 2月／2011年5月 - 6月 / 2016年4月 - 5月、宮本亜門振付・演出） - トバイアス 役
- トライアンフ・オブ・ラヴ〜愛の勝利（2008年4月、兵庫県立芸術文化センター） - 王子アジス 役
- ブラッド・ブラザーズ（2009年8月、シアター1010） - 主演・ミッキー 役
- ピンクスパイダー（2011年3月 - 4月、東京グローブ座） - 主演・エス 役
- ピーター・パン（2012年7月、東京国際フォーラムホールC） - フック船長/ダーリング 役
- スクルージ（2013年12月 / 2015年12月、TBS赤坂ACTシアター他） - ボブ・クラチット 役
- ヴェローナの二紳士（2014年12月、日生劇場） - シューリオ 役
- パレード （2017年5月 - 6月、東京芸術劇場 他地方公演） - ブリット・クレイグ 役
- ビューティフル（2017年7月 - 8月、帝国劇場） - ドニー・カーシュナー 役
- ロッキー・ホラー・ショー（2017年11月 - 12月、Zeppブルーシアター六本木他） - エディ / エヴレット・V・スコット博士 役
- ビューティフル（2020年11月、帝国劇場） - ドニー・カーシュナー 役
- パレード （2017年5月 - 6月、東京芸術劇場 他地方公演） - ブリット・クレイグ 役
- オリバー!（2021年10月 - 12月、帝国劇場、梅田芸術劇場） - 主演・フェイギン 役
- ロッキー・ホラー・ショー（2022年1月 - 2月、PARCO劇場 他地方公演） - ロッキー 役
- スウィーニー・トッド フリート街の悪魔の理髪師（2024年3月、東京建物 Brillia HALL） - トバイアス 役（Wキャスト）[30]
- SONG WRITERS（2024年11月 - 12月、シアタークリエ 他） - ニック・クロフォード 役[31]
- ダンス オブ ヴァンパイア（2025年5月 - 7月、東京建物 Brillia HALL 他） - アブロンシウス教授 役（Wキャスト）[32]
- 破果（2026年3月 - 4月〈予定〉、東京・⼤阪・福岡）[33]

### テレビドラマ
- 大河ドラマ（NHK総合）
  - 江〜姫たちの戦国〜（2011年） - 大野治長 役
  - 青天を衝け（2021年） - 小栗忠順 役
- ドラマチック22「なかよし」（1990年3月3日、TBSテレビ） - 渋谷 役
- お嬢さん朝食をご一緒に!（1990年10月8日、フジテレビ）
- いつか誰かと朝帰りッ（1990年10月 - 12月、フジテレビ） - 鈴木太一 役
- 君だけに愛を（1991年1月 - 3月、日本テレビ）
- 劇的空間「僕の歌は君の歌」（1991年4月、中京テレビ） - 主演・ケンジ 役
- ルージュの伝言 VOL.5「最後の春休み」（1991年5月1日、TBSテレビ）
- 先生のお気にいり!（1991年6月 - 8月、TBSテレビ） - 島本俊 役
- 源義経（1991年12月31日、日本テレビ） - 喜三太 役
- 映画みたいな恋したい「月を追いかけて」（1992年4月18日、テレビ東京） - 主演
- NIGHT HEAD（1992年10月 - 1993年3月、フジテレビ） - 霧原直也 役
- ボクたちのドラマシリーズ（フジテレビ）
  - 「放課後」（1992年10月 - 11月） - 本上司 役
  - 「幕末高校生」（1994年1月 - 2月） - 川内雄輔 役
- ネオドラマ「裏窓の女」（1992年11月、テレビ朝日）
- 荒木又右衛門 決闘鍵屋の辻（1993年3月、日本テレビ） - 渡部源太夫 役
- JOCX-TV+「上品ドライバー2「渋滞」」（1993年4月1日、フジテレビ） - 渋滞について学ぶ青年 役
- チャンス!（1993年4月 - 6月、フジテレビ） - 松田伝次郎 役
- じゃじゃ馬ならし（1993年7月 - 9月、フジテレビ） - 清水直人 役
- 南くんの恋人（1994年1月 - 3月、テレビ朝日） - 主演・南浩之 役（高橋由美子とダブル主演）
  - 「南くんの恋人スペシャル・もうひとつの完結編」（1995年4月10日）
  - 南くんが恋人!?（2024年7月16日 - 9月10日、テレビ朝日） - 堀切信太郎 役[34]
- 17才-at seventeen-（1994年4月 - 9月、フジテレビ） - 火野恭一 役
- 若者のすべて（1994年10月 - 12月、フジテレビ） - 青柳圭介 役
- 僕らに愛を!（1995年4月 - 6月、フジテレビ） - 井出明男 役
- 海がきこえる 〜アイがあるから〜（1995年12月25日、テレビ朝日） - 主演・杜崎拓 役
- こんな私に誰がした（1996年10月 - 12月、フジテレビ） - 主演・川島健司 役（筒井道隆とダブル主演）
- 世にも奇妙な物語 春の特別編「完全治療法」（1997年3月31日、フジテレビ） - 主演・大友和彦 役
- フェイス（1997年7月 - 9月、フジテレビ） - 主演・沢田夏樹 役
- 君の手がささやいている（テレビ朝日） - 主演・野辺博文 役（菅野美穂とダブル主演）
  - 君の手がささやいている 第1章（1997年12月15日）
  - 君の手がささやいている 第2章（1998年10月1日）
  - 君の手がささやいている 第3章（1999年10月7日）
  - 君の手がささやいている 第4章（2000年10月5日）
  - 君の手がささやいている 最終章（2001年12月26日）
- ラブ・アゲイン（1998年4月 - 6月、TBSテレビ） - 吉野光一 役
- Hammerhead（2001年、BS-i）
- 私立探偵 濱マイク 第3話「どこまでも遠くへ」（2002年7月、読売テレビ）
- 金曜時代劇 転がしお銀（2003年10月 - 12月、NHK総合） - 井上宗太郎 役
- 砂の器（2004年1月 - 3月、TBSテレビ） - 関川雄介 役
- それからの日々（2004年1月31日、テレビ朝日） - 檜垣啓治 役
- 光とともに…〜自閉症児を抱えて〜（2004年4月 - 6月、日本テレビ） - 桜俊也 役
- 不機嫌なジーン 第1話「仁子、恋に迷う!」（2005年1月17日、フジテレビ） - ユキヤ 役
- 離婚弁護士II〜ハンサムウーマン〜 第11話・12話（2005年6月、フジテレビ） - 大我誠 役
- 社長をだせ!〜実録・クレーマーとの死闘を制した女（2005年3月24日、読売テレビ）
- ほんとにあった怖い話スペシャル 京都ミステリーツアーSP「死神」（2005年8月23日、フジテレビ） - 主演
- 土曜ドラマ 氷壁（2006年1月 - 2月、NHK総合） - 八代智之 役
- 神はサイコロを振らない（2006年1月 - 3月、日本テレビ） - 黛菊介 役
- キッチン・ウォーズ（2006年2月25日、フジテレビ） - ルンバ山田 役
- ホタルノヒカリ（2007年7月 - 9月、日本テレビ） - 神宮寺要 役
- 聖徳太子の超改革 〜遣隋使から1400年 日本を決めた男〜（2007年11月25日、テレビ朝日） - 聖徳太子 役
- 未来講師めぐる（2008年1月 - 3月、テレビ朝日） - 門伝大 役
- わが家の歴史 第2話（2010年4月10日、フジテレビ） - 白井義男 役
- 家族のうた（2012年4月 - 6月、フジテレビ） - 神山悟 役
- 恋愛検定 第3話「石橋を叩き続ける男 二級検定」（2012年6月17日、NHK BSプレミアム） - 大野尚 役
- ドラマW 尋ね人（2012年11月3日、WOWOW） - 佐藤次郎 役
- 連続ドラマW 天の方舟（2012年12月 - 2013年1月、WOWOW） - 小出賢治 役
- ドラマ10 激流〜私を憶えていますか?〜（2013年6月 - 8月、NHK総合） - 旭村正隆 役
- 松本清張スペシャル・顔（2013年10月3日、フジテレビ） - 新堂哲彦 役
- ハニー・トラップ（2013年10月 - 12月、フジテレビ） - 天音幸 役
- 松本清張 球形の荒野（2014年3月9日、BS日本） - 添田彰一 役
- BSフジ開局15周年スペシャルドラマ「鈴木光司 リアルホラー・第二夜『クライ・アイズ』」（2015年3月22日、BSフジ） - 主演・川瀬隆三 役
- 松本清張ミステリー時代劇 第1話「流人騒ぎ」（2015年4月7日、BSジャパン） - 忠五郎 役
- LOVE理論（2015年4月 - 6月、テレビ東京） - 太田亮介 役
- 日本のヴァイオリン王〜名古屋が生んだ世界のマエストロ 鈴木政吉物語〜（2016年2月14日、東海テレビ） - 主演・鈴木政吉 役[35]
- 金曜ロードSHOW!特別ドラマ企画「さよならドビュッシー 〜ピアニスト探偵 岬洋介〜」（2016年3月18日、日本テレビ） - 真田研三 役
- レンタル救世主 第2話（2016年10月16日、日本テレビ） - 建設現場の労働者・今泉 役 [36]
- ドクターX〜外科医・大門未知子〜 第4期 第7話（2016年11月24日、テレビ朝日） - 七尾貴志 役 [37]
  - ドクターX〜外科医・大門未知子〜 第6期（2019年10月17日 - 12月19日） - 鮫島有 役[38]
- コードネームミラージュ（2017年4月8日 - 9月23日、テレビ東京） - 鯨岡憐次郎 役
- 鳴門秘帖（2018年4月20日 - 6月22日、NHK BSプレミアム） - 旅川周馬 役
- プラスティック・スマイル（2018年11月21日、NHK BSプレミアム） - 島田浩一 役
- イノセンス 冤罪弁護士 最終話（2019年3月23日、日本テレビ） - 東央大学職員・神津一成 役
- ドラマスペシャル 未解決の女 警視庁文書捜査官〜緋色のシグナル〜（2019年4月28日、テレビ朝日） - 社長秘書 兼 ボディーガード 米須雅人 役
- 凪のお暇（2019年7月19日 - 9月20日、TBS） - スナック「バブル」のママ 中禅寺森蔵 役
- 時効警察・復活スペシャル（2019年9月29日、テレビ朝日） - 美魔王藤原 / 沢村浩司 役[39]
- 美食探偵 明智五郎 第3話 - 最終話（2020年4月26日 - 6月28日、日本テレビ） - 伊藤 / シェフ 役[40]
- 一億円のさようなら（2020年9月27日 - 、NHK BSプレミアム・BS4K） - 木内昌胤 役
- やっぱりおしい刑事 第1回 (2021年3月7日、NHK BSプレミアム・BS4K） - 株式会社田所フーズ 会長付き運転手 芳川明 役
- がんばれ!TEAM NACS episode5（2021年7月18日、WOWOW） - 本人 役[41]
- 無用庵隠居修行5（2021年9月21日、BS朝日） - 桧垣精之進 役[42]
- 妻、小学生になる。 第9話（2022年3月18日、TBSテレビ） - スナック「バブル」のママ 中禅寺森蔵 役
- カナカナ（2022年5月16日 - 6月30日、NHK総合） - 沢田 役[43]
- 自由な女神 -バックステージ・イン・ニューヨーク-（2023年3月4日 - 26日、フジテレビ） - クールミント 役[44]
- 松本清張ドラマスペシャル 第二夜「ガラスの城」（2024年1月4日、テレビ朝日） - 野村俊一 役[45]
- 筋トレサラリーマン 中山筋太郎 第2弾（2024年3月28日、読売テレビ・日本テレビ）[46]

### 配信ドラマ
- ロス:タイム:ライフ第11節 ロックスター編（2009年5月 - 6月、LISMO Channel ほか） - 主演・城修人 役
- 不倫食堂 第2期（2019年7月17日 - 8月7日、FOD） - 主演・日比野晃 役
- 『I am…』23歳たち「マスタッシュガール」（2024年1月26日配信、FOD / 2月26日〈予定〉、フジテレビ）[47][48][49]

### 映画
- 七人のおたく（1992年12月19日公開、東映、山田大樹監督） - 国城春夫 役
- ヒーローインタビュー（1994年9月3日、東宝、光野道夫監督） - スポーツ部のJリーグ担当・三浦 役
- NIGHT HEAD 劇場版（1994年11月3日公開、東宝、飯田譲治監督） - 霧原直也 役
- 愛の新世界（1994年12月17日、東映アストロフィルム、高橋伴明監督） - 弁護士を目指す司法浪人・徹 役
- 大失恋。（1995年1月21日、東映、大森一樹監督） - 明夫 役
- Tokyo Eyes Tokyo Eyes（1998年10月24日（日本）、ユーロスペース、ジャン＝ピエール・リモザン監督） - 主演・K 役
- 大いなる幻影（1999年12月11日、ユーロスペース、黒沢清監督） - 主演・ハル 役
- 御法度（1999年12月18日、松竹、大島渚監督） - 沖田総司 役 『第42回ブルーリボン賞』助演男優賞
- 世にも奇妙な物語 映画の特別編 『CHESS』（2000年11月3日、東宝、星護監督） - 主演・加藤晃 役
- 回路（2001年2月3日、東宝、黒沢清監督） - 吉崎 役（友情出演）
- 不確かなメロディー（2001年3月10日、アースライズ、杉山太郎監督）
- ほとけ（2001年8月25日、ソニー・ピクチャーズ エンタテインメント、辻仁成監督） - 主演・ライ 役
- カタクリ家の幸福（2002年2月23日、松竹、三池崇史監督） - 片栗真之 役
- 突入せよ! あさま山荘事件（2002年5月11日、東映/アスミック・エース、原田眞人監督） - 大河内浩 役
- ホイップクリーム（2002年12月14日、スローラーナー、瀬々敬久監督） - 主演・KEN 役
- 給我一支猫（2003年6月、台湾映画・呉米森監督・日本未公開） - 主演
- セブンス アニバーサリー（2003年11月22日、スープレックス、行定勲監督） - ワンシーンのみ
- 茶の味（2004年7月17日、クロックワークス、石井克人監督） - ジュン 役
- 魁!!クロマティ高校 THE★MOVIE（2005年7月23日、メディア・スーツ、山口雄大監督） - メカ沢新一（声のみ）役
- 嫌われ松子の一生（2006年5月27日、東宝、中島哲也監督） - 小野寺 役
- LOVEDEATH －ラブデス－（2007年5月12日、デスペラード、北村龍平監督） - 主演・サイ 役
- 歌謡曲だよ、人生は 第7話「いとしのマックス」（2007年5月12日、ザナドゥー、蛭子能収監督） - 主演・一郎 役
- 子猫の涙（2008年1月26日、トルネード・フィルム、森岡利行監督） - 主演・森岡栄治 役
- カンフーくん（2008年3月29日、角川映画、小田一生監督） - 嵐の三匹・龍神 役
- GSワンダーランド（2008年11月15日、日活/デスペラード、本田隆一監督） - 梶井良介 役
- 今日からヒットマン（2009年9月26日、東映ビデオ、横井健司監督） - 主演・稲葉十吉/二代目“二丁” 役
- ロストクライム -閃光-（2010年7月3日、角川映画、伊藤俊也監督） - 月刊新時代 特派記者・宮本翔大 役
- インシテミル 7日間のデス・ゲーム（2010年10月16日、ワーナー・ブラザース映画、中田秀夫監督） - 岩井荘助 役
- 二流小説家 シリアリスト（2013年6月15日、東映、猪崎宣昭監督） - 呉井大悟 役
- 俺たちの明日（2014年4月5日、ティ・ジョイ、中島良監督） - 児玉源治 役
- 駆込み女と駆出し男（2015年5月16日、松竹、原田眞人監督） - 重蔵 役
- Diner ダイナー（2019年7月5日、ワーナー・ブラザース映画、蜷川実花監督） - ブロ 役

### Vシネマ
- おいら女蛮 決戦!パンス党（1992年） - 主演・女蛮子 役

### アニメ
- AMON デビルマン黙示録（2000年3月、パーフェクト・チョイス） - デビルマン／不動明 役
- TAMALA2010 a punk cat in space（2002年、キネティック） - ミケランジェロ 役
- NIGHT HEAD GENESIS（2006年、GyaO） - ナレーション
- 宇宙なんちゃら こてつくん（2021年11月10日、NHK Eテレ）- 本人役

### 吹き替え
- ランボー ラスト・ブラッド（2020年、ギャガ） - ウーゴ・マルティネス（セルヒオ・ペリス＝メンチェータ） 役[50]

### 人形劇
- シャーロック ホームズ（2014年、NHK Eテレ） - ダンカン・ロス（声の出演）

### ドキュメンタリー
- 太陽帝国の新たな伝説〜もうひとつのマチュピチュを求めて〜（2012年9月16日、BS朝日） - 語り
- NHKスペシャル 新・幕末史 グローバル・ヒストリー  - 小栗忠順 役
  - 「第1集 幕府vs列強 全面戦争の危機」（2022年10月16日、NHK総合）
  - 「第2集 戊辰戦争 狙われた日本」（2022年10月23日、NHK総合）
- 新・幕末史 完全版（2023年1月3日、NHK総合） - 小栗忠順 役

### バラエティ・その他のテレビ
現在
- オールスター感謝祭（TBSテレビ）

過去
- 殿様のフェロモン（1993年10月 - 1994年3月、フジテレビ）
- めちゃ×2モテたいッ!（1995年10月 - 1996年9月、フジテレビ）
- めちゃ×2イケてるッ!（1996年10月 - 2018年3月、フジテレビ）
- トップランナー（2003年4月 - 2005年3月、NHK総合）司会
- タナゴコロータス〜レンコンの穴から見える明日の幸せ〜（2008年 - 2009年、関西テレビ） - 田中五郎 役
- 新堂本兄弟（2006年4月 - 2014年9月、フジテレビ）
- LIVE H（2010年、NHK北海道ネットワーク） - 司会
- 女心がわかる男、わからない男。（2018年2月7日・4月14日 - 6月30日、日本テレビ）
- みんなで筋肉体操（2018年8月27日 - 30日、NHK Eテレ）[51]
- 実況!決勝戦だけ見てみよう（2020年8月1日、NHK総合） - ホラン千秋と共にMC
- リモート繋いだら、偉人のプレゼンいきなり始まった。第3回（2023年1月24日深夜、フジテレビ）土方歳三 役
- プレバト!!（2025年3月27日、毎日放送）

### WEB配信
現在
- 関西☆美食紀行 グルマンの隠れ家（2009年10月 - 、eo光チャンネル） - ナビゲーター

過去
- ドキュメンタル番外編 イケメンタルfromまっちゃんねる（2021年、Amazonプライム・ビデオ）- シーズン1出演

### ラジオ
現在
- 楽器楽園〜ガキパラ〜 for all music-lovers（2014年10月 - 、文化放送）

過去
- ヤンタン茶屋町学園 セーラー服のささやき2（1991年4月 - 1993年3月、MBSラジオ）
- ハートビートクラブ（1991年10月 - 1993年3月、HBCラジオ）
- 赤坂学園新鮮組 〜エスクエラやろうぜ!〜（1992年4月 - 1993年3月、ラジオたんぱ）
- 武田真治 HIT FACTORY（1994年10月 - 1997年3月、TBSラジオ）
- 文化放送ライオンズナイタースペシャル 武田真治・鷲崎健の よォーこそ RCサクセション（2020年5月5日、文化放送）

### オーディオドラマ
- オーディオシネマ「マネーロード」（2009年、ヒィ（吉原達郎）[52][53]）

### CM
- トヨタ自動車
  - 「スプリンタートレノ」（1994年）
  - 「Vitz」（2012年）
- 資生堂
  - 「アグレ」（1994年）
  - 「水分パックシャンプー」（1996年 - 1997年）
- パナソニック
  - 「ヨコヅナ」（1994年 - 1996年）[54]
  - 「EDEL」（1995年）
- ワールド「OZOC」（1995年）
- タカラ「すりおろしりんご」（1997年）
- Meiji
  - 「カール」UNCLE KARL（2015年）[55][56]
  - 「明治THE GREEK YOGURT」（2019年 - ）
- スクウェア・エニックス「ロマンシング サガ リ・ユニバース」（2019年）[57]
- JRA「夏競馬篇」（2019年）
- 東京サマーランド「2019 Day Pool編」（2019年）
- 日本マクドナルド「ワイルド スパイシービーフ」「マイルド カレーチキン」アンバサダー（2019年）[58]
- ヤーマン「メディリフト」シリーズ 『美とテクノロジー』篇（2020年4月 - ）[59]

### 新聞
- 学生新聞[60]

## 書籍

### 写真集
- NIGHT HEAD -THE NEW ARK PHOTOGRAPHICS（1993年10月、徳間書店）
- 毛玉（1994年9月、主婦と生活社）
- 武田真治写真集（1996年11月、ホリプロ）
- 月刊MEN 武田真治（2012年2月、ポニーキャニオン）

### エッセイ
- 優雅な肉体が最高の復讐である。（2014年8月、幻冬舎）
- 上には上がいる。中には自分しかいない。（2021年10月、幻冬舎）